# Запис Трифуновића орах (Забрега)
Запис Трифуновића орах (Забрега) се налази на парцели чији је власник Трифуновић Милован.

## Локација
| Општина             | Параћин                                                                     |
| Катастарска општина | Забрега                                                                     |
| Потес               | Плетењак                                                                    |
| Координате          | 43° 56′ 01″ С; 21° 30′ 13″ И / 43.933700000000002° С; 21.503499999999999° И |
| Надморска висина    | 346m                                                                        |

## Карактеристике
Дендрометријске вредности утврђене на терену и сателитским снимцима:
| Стабло                     | Орах |
| Висина стабла              | m    |
| Обим дебла                 | m    |
| Пречник крошње             | 1m   |
| Пречник дебла              | m    |
| Висина дебла до прве гране | m    |

## База записа
Запис је у оквиру Викимедија пројекта "Запис - Свето дрво" заведен под редним бројем 1031.